# Point vital

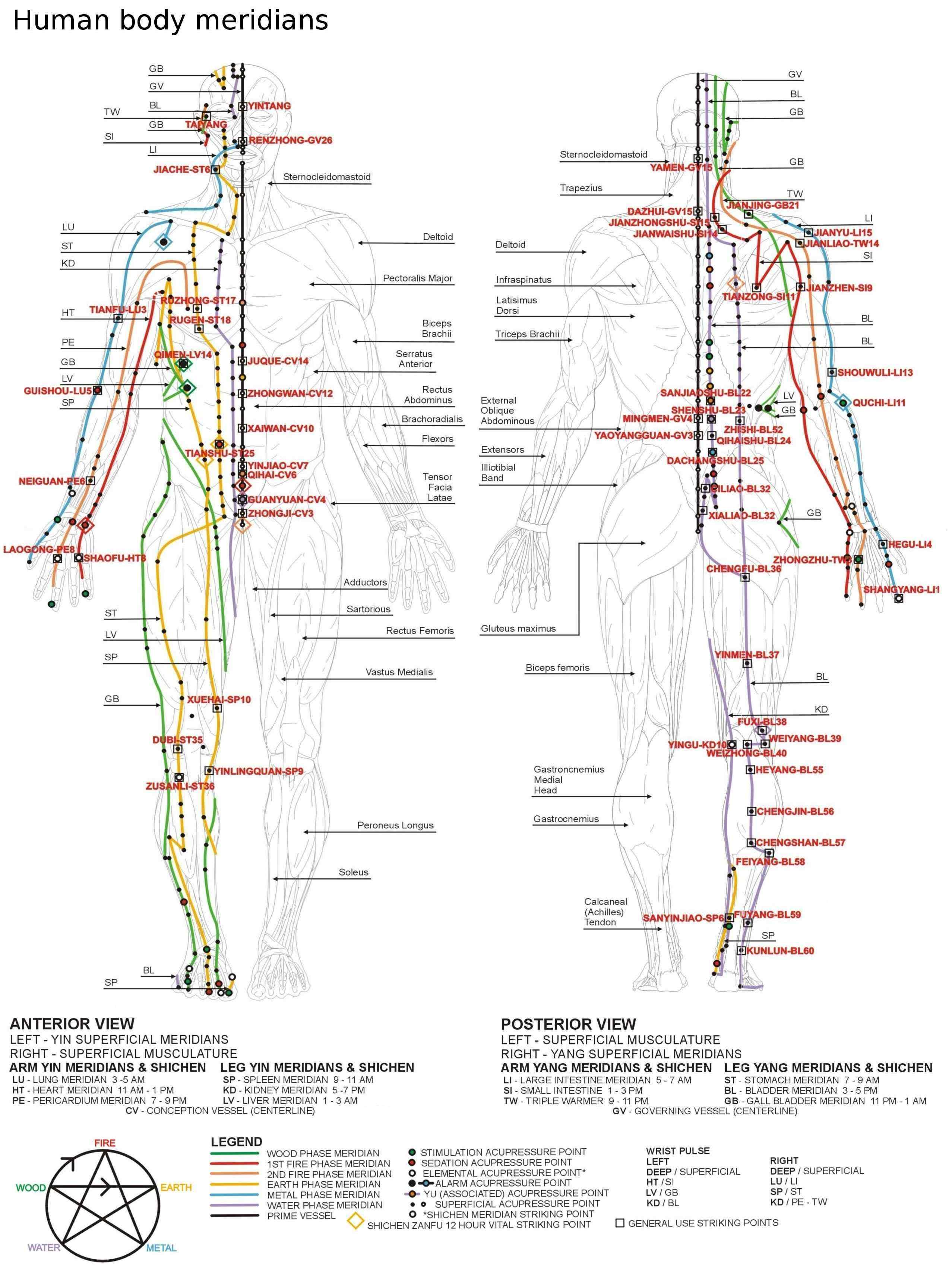
Liste des points vitaux.

Un point vital (chinois : 穴位 ; japonais : 急所 ; tamoul : வர்மம் varmam), dans les arts martiaux, est une zone du corps humain particulièrement vulnérable sur laquelle une frappe ou une pression sont susceptibles de provoquer des dégâts importants, mettant l'adversaire hors de combat. L'art d'attaquer les points vitaux se retrouve dans différents pays : En Inde avec le Kalarippayatt et les Marmas ; au Japon avec le Sappô ; et en Chine avec le Dim Mak.

## Types
Il existe plusieurs types de points vitaux qui, lorsqu'ils sont touchés, provoquent différents effets.
Les barorécepteurs de l'artère carotide, permettant de fournir les informations sur la pression sanguine au cerveau, sont vulnérables. Une pression effectuée contre cette zone envoie des signaux indiquant que la pression sanguine est trop élevée, amenant ainsi à une dépressurisation du sang.